# Циліндрична система координат

Циліндрична система координат з початком в O, полярною віссю А, вертикальною віссю L. Позначена точка має координати з радіальною відстанню ρ = 4, кутовою координатою φ = 130 °, і висотою Z = 4.

Циліндрична система координат — тривимірна система координат, кожна точка якої задається двома полярними координатами на перпендикулярній проєкції деякої фіксованої площини та відстанню (зі знаком) від цієї площини.
Полярні координати можна назвати радіальною відстанню або радіусом і кутом або азимутом, відповідно. Третю координату можна назвати висотою (якщо площина відліку горизонтальна). Лінію, перпендикулярну до площини відліку, яка проходить через центр координат можна назвати циліндричною віссю.
Циліндричні координати корисні в зв'язку з об'єктами і явищами, які мають деяку обертальну симетрію відносно циліндричної осі, такі, як потік води в прямій трубі з перетином у вигляді кола, розподіл тепла в металевому циліндрі, і так далі.

## Визначення
Три координати (ρ, φ, z) точки Р визначають як:
- Радіальна відстань ρ евклідова відстань від осі до точки P.
- Азимут φ — це кут між напрямом відліку на вибраній площині, та променем, що проходить з точки початку координат до проєкції P на площині.
- Висота Z дорівнює відстані від обраної площини до точки P.

### Унікальні циліндричні координати
Як і в полярних координатах, одна й та сама точка (ρ, φ, z) може мати нескіченну кількість еквівалентних циліндричних координат: (ρ, φ ± n×360°, z) та (−ρ, φ ± (2n + 1)×180°, z) де N — довільне ціле число. Крім того, якщо радіус ρ дорівнює нулю, то азимут може бути довільним.
У ситуаціях, коли потрібен унікальний набір координат, слід накласти такі обмеження: радіус має бути невід'ємним (ρ ≥ 0), азимут φ бути в інтервалі, що покриває 360°, наприклад (-180°, 180°] або [0, 360°).